# Eva Brann
Eva Toni Helene Brann (geboren 21. Januar 1929 in Berlin; gestorben 28. Oktober 2024) war eine US-amerikanische Philologin.

## Leben
Eva Brann stammte aus einer Berliner jüdischen Familie. Sie floh aus dem nationalsozialistischen Deutschland und gelangte 1941 nach New York. Brann studierte Klassische Philologie und Klassische Archäologie am Brooklyn College und dann an der Yale University, wo sie 1956 mit der Dissertation Protoattic and Corinthian pottery promoviert wurde. Sie arbeitete 1958/59 bei Homer A. Thompson an der American School of Classical Studies at Athens  und publizierte über Keramik der spätgeometrischen und protoattischen Periode von der Athener Agora.
Seit 1957 war sie Dozentin („tutor“) am St. John’s College in Annapolis (Maryland) und von 1990 bis 1997 war sie Leiterin  („dean“) des College.
Im Jahr 2005 wurde sie mit der National Humanities Medal ausgezeichnet. 2006 würdigte die Yale University sie mit der Wilbur Cross Medal.
Eva Brann verstarb im Oktober 2024 im Alter von 95 Jahren.

## Schriften (Auswahl)

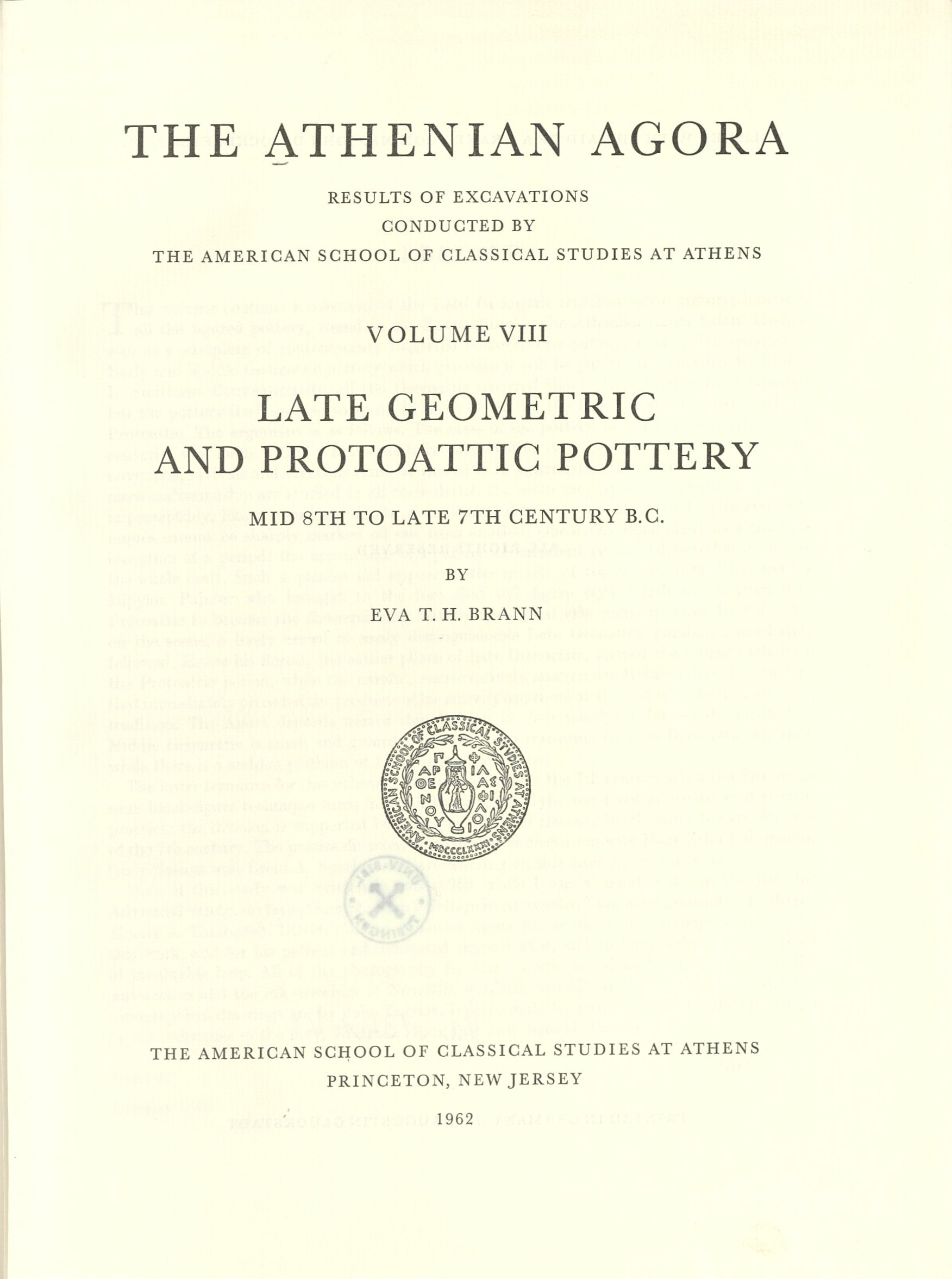
Late Geometric and Protoattic Pottery (1962)

- Late Geometric and Protoattic Pottery, Mid 8th to Late 7th Century B.C.: Results of excavations conducted by the American school of classical studies at Athens (= The Athenian Agora Band 8). Princeton, NJ : American School of Classical Studies at Athens, 1962
- Paradoxes of Education in a Republic. Chicago: Univ. Pr., 1979
- The World of the Imagination: sum and substance. Savage, Md.: Rowman & Littlefield, 1991
- The Past-Present: Selected Writings of Eva Brann (1997)
- The Study of Time: Philosophical Truth and Human Consequences (Kritikos Professorship in the Humanities, 1999.)
- What, Then, Is Time? Lanham, Md.: Rowman & Littlefield, 1999, 2001
- The Ways of Naysaying: No, Not, Nothing, and Nonbeing. Lanham: Rowman & Littlefield, 2001
- Homeric Moments:  Clues to Delight in Reading the Odyssey and the Iliad (2002)
- Eva Brann, Peter Kalkavage, Eric Salem: The music of the Republic: essays on Socrates’ conversations and Plato’s writings. Philadelphia: Paul Dry Books, 2004
- Open Secrets/Inward Prospects: Reflections on Word and Soul. Philadelphia, Pa.: Paul Dry Books, 2004
- Feeling Our Feelings: What Philosophers Think and People Know. Philadelphia, Pa.: Paul Dry Books, 2008
- Homage to Americans: Mile-High Meditations, Close Readings, and Time-Spanning Speculations (2010)
- The Logos of Heraclitus: the first philosopher of the West on its most interesting term. Philadelphia, Pa.: Paul Dry Books, 2011
- Un-Willing: An Inquiry into the Rise of Will’s Power and an Attempt to Undo It (2014)
- Then & Now: The World’s Center and the Soul’s Demesne (2015)
- Doublethink / Doubletalk: naturalizing second thoughts and twofold speech. Philadelphia, Pa.: Paul Dry Books, 2016
- Feigning : on the originals of fictive images. Philadelphia, Pa.: Paul Dry Books, 2021

Übersetzungen
- Jacob Klein: Greek mathematical thought and the origin of algebra. Cambridge, Mass.: MIT Press, 1968
- Eva Brann, Peter Kalkavage, Eric Salem: Plato’s Sophist or the Professor of Wisdom. Newburyport. Mass.: Focus Publ., 1996
- Eva Brann, Peter Kalkavage, Eric Salem: Plato’s Phaedo. 1998
- Eva Brann, Peter Kalkavage, Eric Salem: Plato’s Statesman. 2012
- Eva Brann, Peter Kalkavage, Eric Salem: Plato’s Symposium or Drinking Party. 2017